# Millennium Centre
El Millennium Centre es un rascacielos postmoderno situado en  Chicago, en barrio de Near North Side. Tiene una altura de 186 metros, 59 pisos y fue finalizado en 2003. El estudio de arquitectura que disenó el proyecto fue Solomon Cordwell Buenz & Asociates. En septiembre de 2000 ya se habían vendido cerca del 95% de los 350 apartamentos, sólo dos días después de que la promotora hubiera revelado el proyecto del edificio y antes incluso de que su construcción hubiera sido aprobada por las autoridades municipales de Chicago. El rascacielos cuenta una zona ajardinada sobre el decimocuarto piso, que incorpora seis viviendas adosadas de dos alturas. Remata el edificio una antena iluminada de 3 metros.